# Lič
Lič – wieś w Chorwacji, w żupanii primorsko-gorskiej, w gminie Fužine. W 2011 roku liczyła 504 mieszkańców.